# Manbuta
Manbuta är ett släkte av fjärilar. Manbuta ingår i familjen nattflyn.

## Dottertaxa tillManbuta, i alfabetisk ordning[1]
- Manbuta aberrans
- Manbuta adversa
- Manbuta aequalipunctata
- Manbuta agenor
- Manbuta angulata
- Manbuta anyx
- Manbuta belus
- Manbuta calgia
- Manbuta canidia
- Manbuta castigata
- Manbuta costinotata
- Manbuta devia
- Manbuta endocharagma
- Manbuta madrina
- Manbuta mapiriensis
- Manbuta melanesia
- Manbuta nephelica
- Manbuta nephrosema
- Manbuta niphosema
- Manbuta ochrosema
- Manbuta ocresia
- Manbuta orthogramma
- Manbuta padrina
- Manbuta plumosa
- Manbuta pygmalion
- Manbuta pylades
- Manbuta rhomboidalis
- Manbuta sobria
- Manbuta subrita
- Manbuta turbida